# Аль-Булуши, Абдуллах
Абдулла Мохаммад аль-Булуши (араб. عبد الله محمد البلوشي‎; род. 16 февраля 1960, Эль-Кувейт) — кувейтский футболист, полузащитник национальной сборной Кувейта и клуба «Аль-Араби», участник чемпионата мира 1982 года и летних Олимпийских игр 1980 года.

## Биография
В 1980 году Абдулла аль-Булуши принял участие в летних Олимпийских играх 1980 года в Москве. В рамках футбольного турнира аль-Булуши принял участие в трёх матчах группового этапа. Сборная Кувейта в Москве неожиданно смогла пробиться в четвертьфинал турнира, где уступила хозяевам турнира сборной СССР 1:2, а аль-Балуши не вышел на поле в этом матче.
Летом 1982 года аль-Булуши в составе сборной Кувейта выступил на чемпионате мира по футболу в Испании. Сборная Кувейта впервые в истории смогла пробиться на мировое первенство. В отборочном турнире аль-Булуши выходил на поле во всех шести матчах финального раунда. На чемпионате мира Кувейту удалось набрать всего одно очко, сыграв вничью со сборной Чехословакии. Аль-Булуши сыграл во всех трёх матчах и даже смог отметиться голом в ворота сборной Франции.
В 1984 году аль-Булуши принял участие в Кубке Азии, который проходил в Сингапуре. В группе А сборная Кувейта уверенно заняла второе место, пропустив вперёд себя только сборную Саудовской Аравии. В полуфинале кувейтцы уступили сборной Китая 0:1, а в матче за 3-е место в серии послематчевых пенальти обыграли сборную Ирана.
Аль-Булуши принимал участие и в отборочных матчах к чемпионату мира 1986 года, но сборная Кувейта не смогла на него пробиться, выбыв ещё на первом этапе.